# Lo esencial (álbum de Aterciopelados)
Lo esencial (Aterciopelados) es el quinto álbum recopilatorio del grupo colombiano Aterciopelados, publicado en el 2007 por Sony Music, al igual que otros discos grandes éxitos con el mismo nombre es una serie original exclusiva que lanzó la disquera en algunos países.
Pese a lo anterior es uno de los compactos más completos del grupo y el único que incluye temas del primer álbum Con el Corazón en la Mano, su consecución física es toda una rareza en Colombia pero por referencias de páginas especializadas y de iTunes se sabe que el disco existió sin tener certificaciones de ventas, adicionalmente no incluye ningún tema del reciente trabajo del grupo Oye ya que este se editó con el sello National Records.
La carátula es una fotografía de quizás la formación más recordada del grupo con Andrea Echeverri, Héctor Buitrago, Alejandro Gomezcaceres y Alejandro Duque.

## Lista de canciones
| Lo esencial |                                                    |                     |          |  |
| N.º         | Título                                             | Escritor(es)        | Duración |  |
| 1.          | «La Gomela» (de Con el corazón en la mano, 1993)   | Buitrago            | 1:37     |  |
| 2.          | «Mujer Gala» (de Con el Corazón en la Mano, 1993)  | Buitrago, Echeverri | 1:33     |  |
| 3.          | «La cuchilla» (de Con el Corazón en la Mano, 1993) | Jaime Rincón        | 1:59     |  |
| 4.          | «No necesito» (de La pipa de la paz, 1996)         | Echeverri           | 3:45     |  |
| 5.          | «Baracunatana» (de La pipa de la paz, 1996)        | Leonidas Plaza      | 2:34     |  |
| 6.          | «La pipa de la paz» (de La pipa de la paz, 1996)   | Buitrago, Echeverri | 4:40     |  |
| 7.          | «Florecita rockera» (de El Dorado, 1995)           | Buitrago            | 2:59     |  |
| 8.          | «Bolero falaz» (de El Dorado, 1995)                | Buitrago, Echeverri | 3:47     |  |
| 9.          | «El Dorado» (de El Dorado, 1995)                   | Buitrago            | 3:07     |  |
| 10.         | «Caribe Atómico» (de Caribe Atómico, 1998)         | Buitrago            | 4:16     |  |
| 11.         | «El estuche» (de Caribe Atómico, 1998)             | Echeverri           | 3:21     |  |
| 12.         | «Luz Azul» (de Gozo Poderoso, 2000)                | Echeverri           | 4:09     |  |
| 13.         | «Rompecabezas» (de Gozo Poderoso, 2000)            | Echeverri           | 4:13     |  |
| 14.         | «Gozo poderoso» (de Gozo Poderoso, 2000)           | Buitrago, Echeverri | 4:10     |  |
| 15.         | «El Álbum» (de Gozo Poderoso, 2000)                | Echeverri           | 3:58     |  |
| 50:08       |                                                    |                     |          |  |